# Аргентинское общество музыкальных авторов и композиторов
Аргентинское общество музыкальных авторов и композиторов (Sociedad Argentina de Autores y Compositores de Música, SADAIC)  — организация, которая занимается авторскими правами музыкальных авторов и композиторов Аргентины, собирает с пользователей авторские вознаграждения и распределяет их среди членов общества.
SADAIC ведёт реестр музыкальных произведений, собирает и распределяет вознаграждение от имени деятелей искусств.
Аргентинское общество музыкальных авторов и композиторов основано 9 июня 1936 года. Общество также организует культурные мероприятия в стране, ведет музыкальные курсы и обеспечивает медицинским страхованием музыкантов.
SADAIC является членом BIEM и СИЗАК и наиболее крупным в Латинской Америке.
Согласно Закону № 17648 от 22 февраля 1968 года об Аргентине общества авторов и композиторов музыки (SADAIC) — «общество авторов и композиторов (SADAIC) признается в качестве гражданского и частного культурного объединения представительного характера для создателей национальной, популярной или классической музыки, с или без слов, для наследников и преемников музыкантов и зарубежных авторов, с которыми общество связано посредством заключения соглашений о взаимной помощи и представительстве».
Для защиты музыкального художественного наследия и эффективную защиту авторского права государство осуществляет надзор за Аргентинским обществом музыкальных авторов и композиторов музыки аудиторами, назначенными министерством юстиции.